# Eddy Tiel
Eduard ("Eddy") Herbert Tiel (Haag, Nizozemska, 29. prosinca 1926. – Emst, Nizozemska, 21. veljače 1993.) je bivši nizozemski hokejaš na travi. 
Osvojio je brončano odličje na hokejaškom turniru na Olimpijskim igrama 1948. u Londonu igrajući za Nizozemsku. Odigrao je svih sedam utakmica igrajući na mjestu veznog igrača.
Osvojio je srebrno odličje na hokejaškom turniru na Olimpijskim igrama 1952. u Helsinkiju igrajući za Nizozemsku. Na turniru je odigrao sva tri susreta na mjestu veznog igrača.

## Vanjske poveznice
- Profil na DatabaseOlympics
- (nizoz.) Nizozemski olimpijski odbor